# ギラウト・デ・ボルネーユ

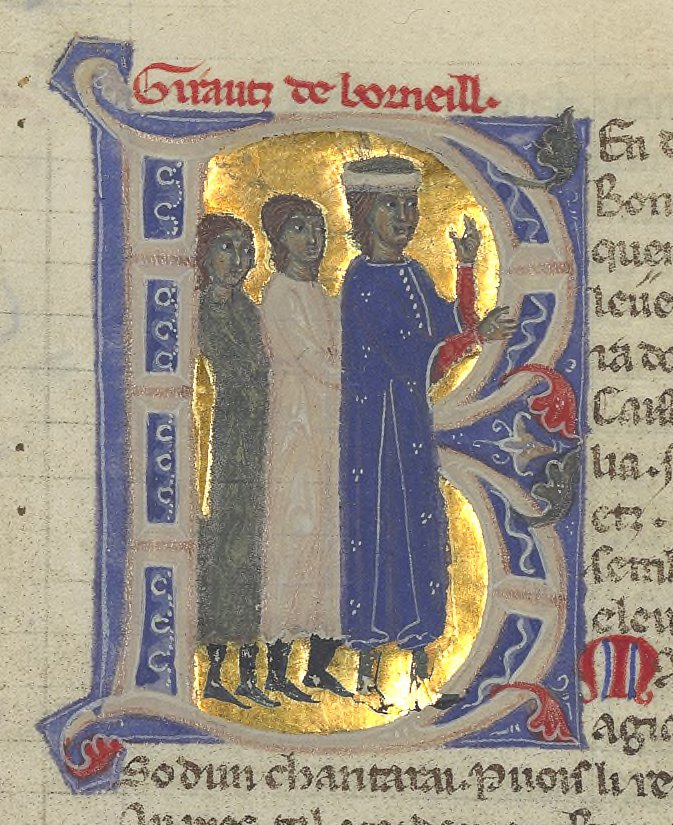
ギラウト・デ・ボルネーユ

ギラウト・デ・ボルネーユ（またはギロー・ド・ボルネーユ, Guiraut de Bornelh 1138年ごろ - 1215年）は、12世紀のトルバドゥール（プロヴァンスの詩人）。リムーザンの下層階級の出身。リモージュの子爵の居城とつながりがあり、文芸の才能によって「トルバドゥールの巨匠」と呼ばれた。冬に学問に携わり、夏に二人の歌手を従えて放浪に出た。生涯を独身で通し、稼いだ金を実家と生地の聖ジェルヴェーズ教会に送り続けた。
軽い様式（trobar leu）の考案者ではないにしても、それを公式化したと見做されている。90点の詩と4つの旋律が現存する。